# PlayTime
PlayTime（遊戲時間）為Dumb Youth所屬已解散的香港偶像男子組合，成立於2013年，成員包括 — 梁曉豐、林耀聲、岑珈其、黃溢濠。

## 簡介
PlayTime理念﹕Work Hard，更須Play Hard！
Play含有遊戲、玩樂，還有「演」的意思。
PlayTime喻意遊戲是生活的一部分，不論男女老幼都需要遊戲，就好像食飯睡覺工作一樣，都是必須的。
四名年輕夥伴，堅信時刻保持玩樂的輕鬆心態來尋夢，並致力透過綜藝表演、遊戲、影像、音樂、舞蹈、電台、網絡活動等渠道，以各種玩味方式，向所有已經遺忘了遊戲樂趣的人宣告「玩」之真諦
PlayTime精神 — Game Never Over!

## 成員

### 梁曉豐
- 本名：梁曉豐（Anjo）
- 出生日期：1983年3月4日（42歲）

### 林耀聲
- 本名：林耀聲（Sing）
- 出生日期：1989年7月3日（35歲）

### 岑珈其
- 本名：岑珈其（Kaki） 爺爺

- 出生日期：1990年7月24日（34歲）

### 黃溢濠
- 本名：黃溢濠（HoB）
- 出生日期：1993年1月9日（32歲）

## 音樂
- 《曖昧不明關係研究學會》主題曲《說說》
- 奧比斯學生大使運動主題曲 / aTV 2015感動香港 主題曲《漆黑一分鐘》
- 《HSBC》offical MV

## 活動代言
- UNICEF香港聯合國兒童基金會活動推廣大使（2013-2015)
- Orbis香港奧比斯學生大使運動團長 (2014-2015)

## 演出

### 電影
- 《烈日當空》 (2008)
- 《圍城》 (2008)
- 《曖昧不明關係研究學會》(2014)
- 《點五步》 (2016)

### 綜藝節目
- 青協網台M21節目PlayTime Summer Holiday（2013.08.10-2013.08.31）

### 電台節目
- 青協網台M21-Uchannel節目PlayTime遊戲時間 (2013.02.09 - 2013.05.11)

## 外部連結
- PlayTime的Facebook專頁